# Російське (фільм)
«Російське» — художній фільм, знятий режисером Олександром Веледінським за мотивами творів Едуарда Лимонова «Підліток Савенко», «Молодий негідник», «У нас була Велика Епоха», «Російське», «Мій негативний герой». 
Прем'єра відбулася 3 лютого 2005 року.

## Сюжет
Дія фільму розгортається в кінці 1950-х років у Харкові. 16-річний Едік Савенко живе в комуналці з матір'ю, Раїсою Федорівною, і батьком, який, як підозрює підліток, йому не рідний: занадто стримано ставиться він до сина.
Едік закоханий в красиву дівчину Свєтку, однак вона погоджується на близькість лише в тому випадку, якщо він зводить її в ресторан. Пошуки грошей для вечері з коханою стають для юнака нав'язливою ідеєю: він шукає заначку в білизні у матері, у кітелі батька, намагається продати трофейну бритву, вночі розкриває касу в магазині — все безуспішно. Тим часом Свєтка відправляється в ресторан з місцевим злодієм.
Від відчаю Едік міцно напивається і серед ночі приходить до Світлани додому. Підліток читає їй за дверима власні вірші, а за спиною тримає ніж. Однак удару він завдає не коханій, а собі: розрізає лезом зап'ястя. З діагнозом «спроба самогубства» герой потрапляє в Сабурку — харківську психіатричну клініку, яка своїми похмурими бараками, ґратами і колючим дротом нагадує концтабір. Мешканці палати, в якій лежить Едік, читають журнал «Новий мір», ведуть розмови про скіфські фрески і Врубеля, цитують Маяковського і Хлєбникова. Свєтка приносить в лікарню мандарини, мати з батьком — сітки з їжею, друг Славка — блокнот для нових віршів.
Одного разу вночі пацієнтам вдається перепиляти ґрати, і Едік тікає на свободу. На волі йому судилося погуляти менше доби: мати, яку головний лікар запевнив, що сина завтра ж випишуть, здає юнака санітарам. Тепер його поміщають в наглядову палату, де він лежить на голому матрасі зі зв'язаними руками. Під час чергового побачення з рідними Едік вимагає, щоб Раїса Федорівна пішла до місцевих хуліганів і повідомила їм, що його «тут вбивають». Мати виконує прохання сина, і вже наступної ночі хулігани влаштовують заворушення на території лікарні. Вигуки «Свободу Едові!» супроводжуються дзвоном розбитого скла. Лікарям передають записку: «Якщо ви не відпустите брата, ми спалимо вашу богадільню». Наступного дня Едіка оглядає знаменитий професор Архипов, який спеціально приїхав у Харків. Він стверджує, що в основі вчинків Едіка не хвороба, а неувага світу.

## Сценарій
За словами Олександра Веледінського, він написав цей сценарій у 1998 році «фактично в стіл».
Коли почалася підготовка до фільмування, сценарій привезли в Лефортовскую тюрму, де тоді перебував Едуард Лимонов. Часу на знайомство з рукописом у нього майже не було: «Адвоката в той день довго до мене не пускали, а коли нарешті пустили, був уже кінець дня. В'язниця закривалася. Я перегорнув сценарій. І все».

## Фільмування
Значна частина фільмування відбувалася в Харкові. Аби відтворити атмосферу 1959 року, кіногрупа запросила альпіністів. Вони закрили білборди та сучасні кондиціонери на стінах будівель. Зі стоянок довелося відігнати тисячі автомобілів. Сцени святкових народних гулянь, присвячених 7 листопада, фільмували в сильний мороз. Тому масовку доводилося постійно міняти: люди на очах біліли від холоду. Для фільмування у психіатричній лікарні творці фільму орендували один з хімічних інститутів. Антураж там зберігся з радянських часів — обшарпані інтер'єри, решітки на вікнах.

## Відгуки та рецензії
Фільм викликав неоднозначну реакцію в пресі. Найвищі оцінки дали кіносценарист Олександр Міндадзе, який виявив у картині «темперамент, емоції, пристрасть», і актор Віктор Сухоруков, який заявив, що «фільм заслуговує глибокої уваги мого народу».
Кінознавець Марія Кувшинова порівняла історію «незручного підлітка Едіка» з фільмом «Опудало»: та ж сила сприйняття і така ж чарівність.
Літературознавець Лев Аннинський побачив у фільмі «нормальне сучасне миготіння з поволокою соціально-історичної апокаліптики», однак дати відповідь на питання «чи є фільм добрим?» важко.
На думку кореспондента «Известий» Кирила Альохіна, режисер зробив головного героя надто романтичним: «Аж надто він чистенький та чепурненький порівняно з навколишнього п'яно-злодійський сльотою». Режисер Олексій Учитель назвав «Російське» «середнім, рівним фільмом», який не має ні явних провалів, ні по-справжньому яскравих епізодів. Кінокритик Віктор Матизен угледів у стрічці «програмний характер» режисера, який «декларує принципову схожість між творцем і злочинцем, що полягає у виклику суспільним правилам і порушенні порядку».
Кінознавець Андрій Плахов зазначив, що від загальної побудови картини «віє не стільки свободою, скільки неохайністю». Олена Плахова вважає, що режисер помилився з вибором актора, який грає головну роль: у Андрія Чадова вийшов «звичайний важкий підліток з гормональною бурею всередині, в ньому немає зародків майбутнього невгамовного реваншизму». З цією оцінкою не погодився Юрій Гладильщиков, який не тільки назвав «Російське» одним із кращих російських фільмів року, але і припустив, що «брати Чадови, Андрій і Олексій, ще завдадуть гарту нашому кіно».
Досить жорстко оцінив роботу Велединського драматург Валерій Залотуха: «Якщо режисер і рефлексував, так тільки про те, чи сподобається Лимонову фільм про самого Лимонова. <...> Лимонову сподобалося. Мені — ні».

## Творці фільму
- Режисер-постановник і сценарист — Олександр Веледінський;
- Оператор — Павло Ігнатов;
- Композитор — Олексій Зубарєв;
- Продюсери — Максим Лагашкін, Сергій Чліянц, Олексій Алякін.

## Акторський склад
- Андрій Чадов — Едік Савенко;
- Ольга Арнтгольц — Свєтка Новікова;
- Євдокія Германова — мати Еда (Раїса Федорівна Зибіна);
- Михайло Єфремов — батько Еда (Веніамін Іванович Савенко);
- Дмитро Дюжев — Славка "Циган" Заблодський;
- Олексій Горбунов — урка Горкун;
- Володимир Стеклов — Михайло Мойсейович Зільберман;
- Максим Лагашкін — Магеллан;
- Віктор Раков — пацієнт Михайлов;
- Анатолій Залюбовський — Кадик;
- Олександр Робак — Аваз;
- Галина Польських — лікар Ніна Павлівна;
- Валерій Баринов — професор Архипов;
- Любава Грешнова — Манька (епізодична роль, дебют у кіно).

## Фестивалі та нагороди
- Участь в офіційній програмі XXVI Московського кінофестивалю. Конкурс «Дебют» (2004);
- Другий приз в номінації «Кращий ігровий фільм» на XX кінофестивалі «Вікно в Європу» (2004)[6];
- Кінофестиваль «Московська прем'єра» (2004)[7]:
  - приз за найкращу чоловічу роль — Андрію Чадову;
  - приз Московського союзу кінематографістів і журналу «Кінопроцес»;
  - приз Федерації кіноклубів Москви;
- Участь у Тижні російського кіно «Париж-Арт-Москва» (Париж, 2004);
- Участь у Тижні російського кіно (Нью-Йорк, 2004).